# Nicasio Serret y Comín

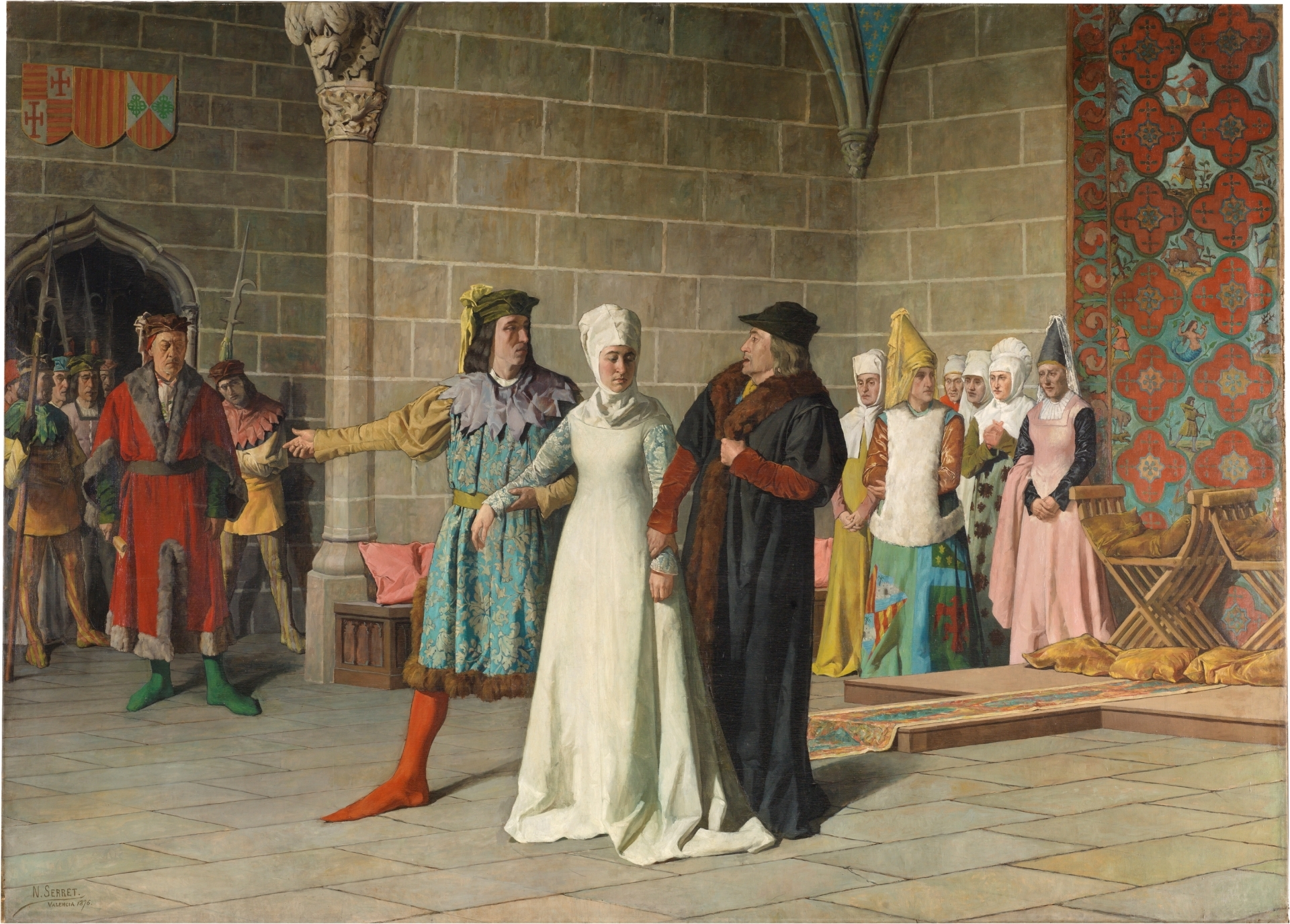
Prisión de la última reina de Mallorca: La obra representa el momento en que Constanza de Aragón y Entenza (1318-1346), Reina de Mallorca, fue apresada por orden de su hermano, el Rey Pedro IV de Aragón.

Nicasio Serret y Comín (Valencia, 1840-Valencia, 1880) fue un pintor español.

## Biografía
Nació en Valencia el 13 de diciembre de 1849. En la exposición celebrada en 1868 en Zaragoza presentó El violinista, Un juego de dados en el siglo XVII y un Estudio del natural. En la Exposición de 1871 presentó el cuadro La sentencia de Lanuza. En la de 1876, Barbería árabe y Prisión de la última reina de Mallorca; por el segundo lienzo obtuvo una medalla de tercera clase y la distinción de que fuese adquirido por el Gobierno. También figuraron algunos cuadros suyos en las Exposiciones de Valencia y en la del Fomento de las Artes de Madrid de 1871, entre ellos Un picador, Una exposición de fieras en la plaza de un pueblo, Cómicos de la legua ensayando y diferentes retratos, alcanzando en las mismas varias medallas y menciones. Falleció en Valencia el 7 de julio de 1880.